# انرهودار
انرهودار (به اوکراینی: Енергода́р) شهری در استان زاپوریژیا در کشور اوکراین واقع شده‌است. جمعیت این شهر ۵۲,۸۸۷ نفر (۲۰۲۱ تخمینی) است.

## نگارخانه

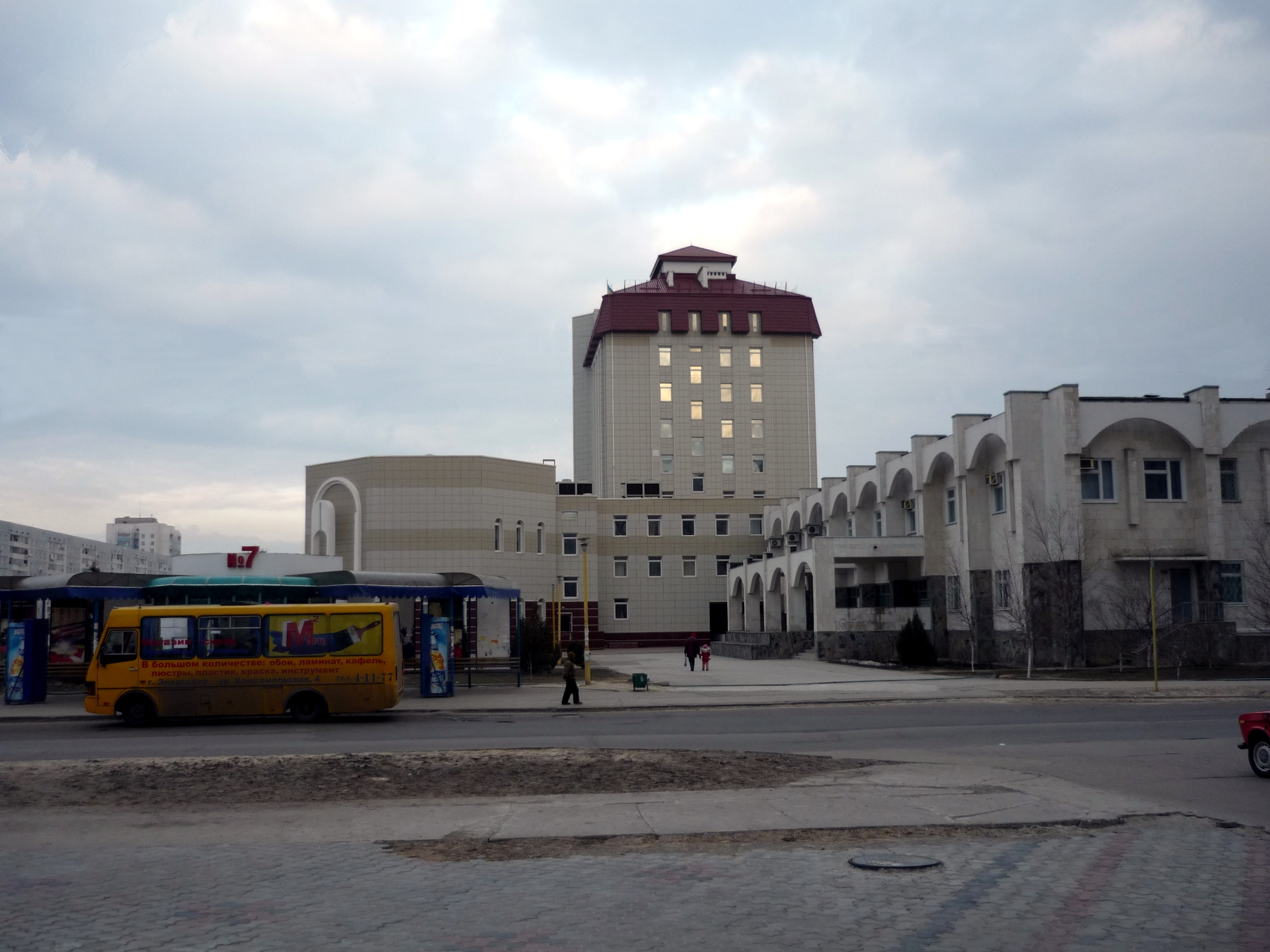
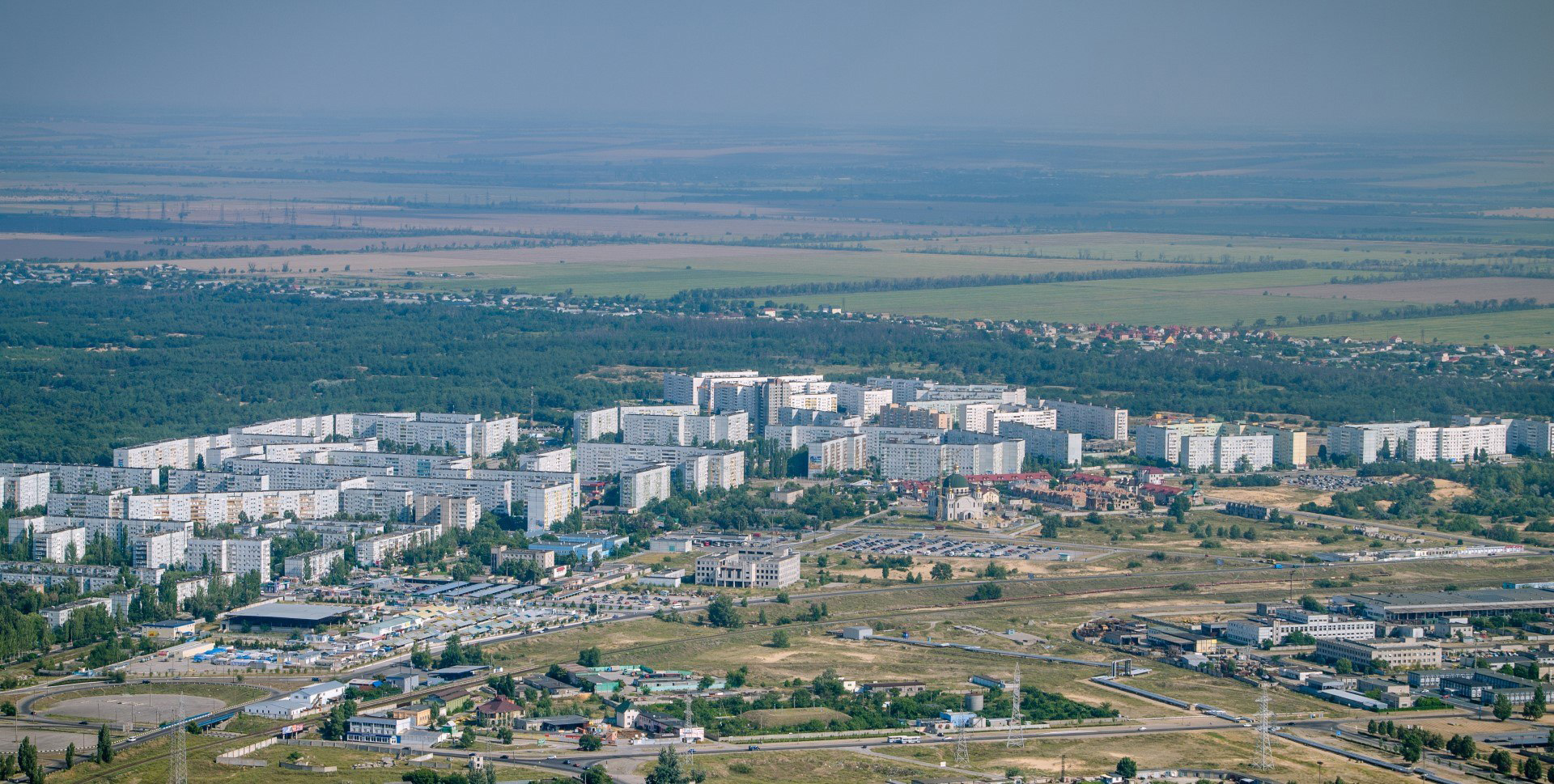
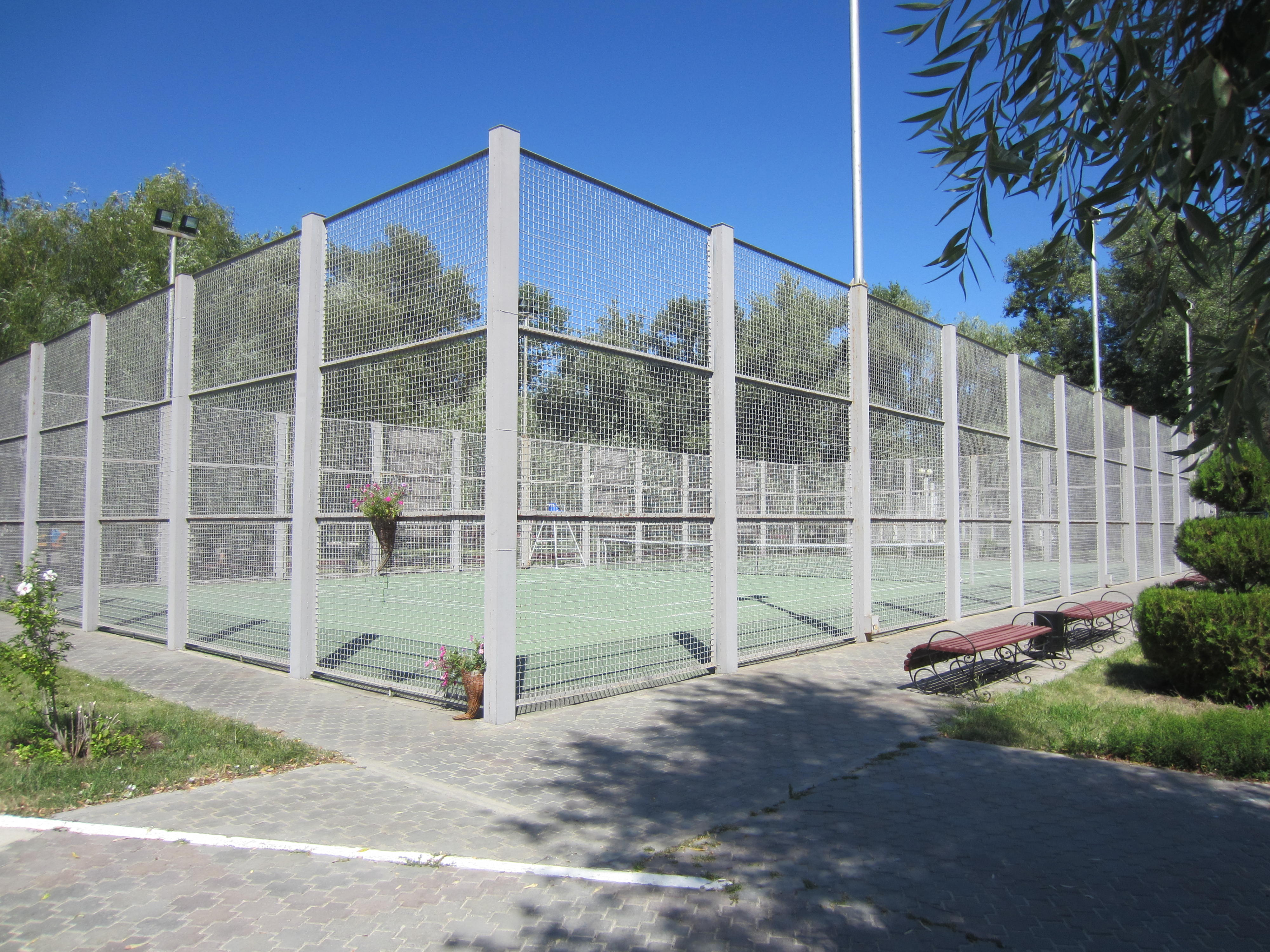
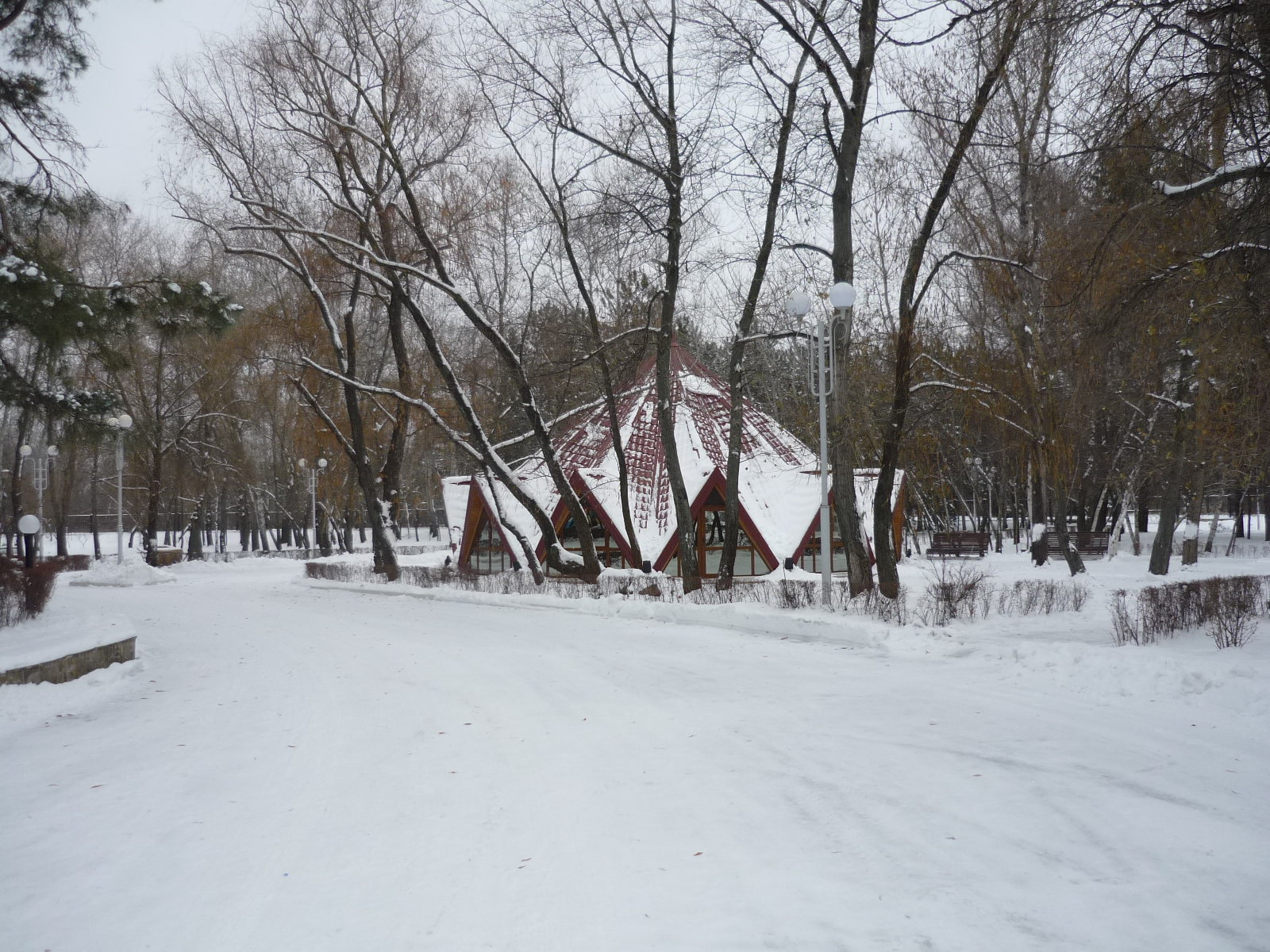
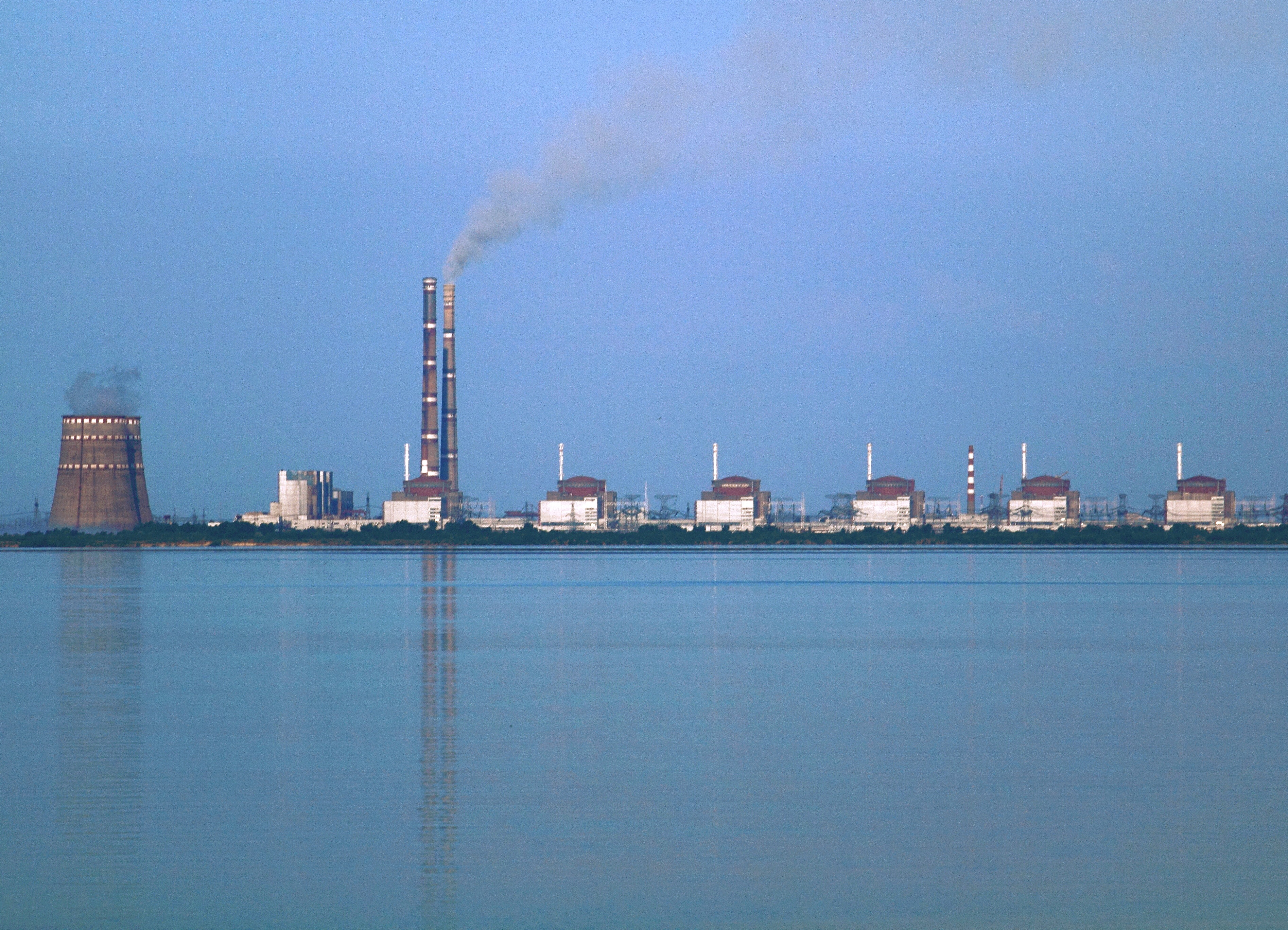
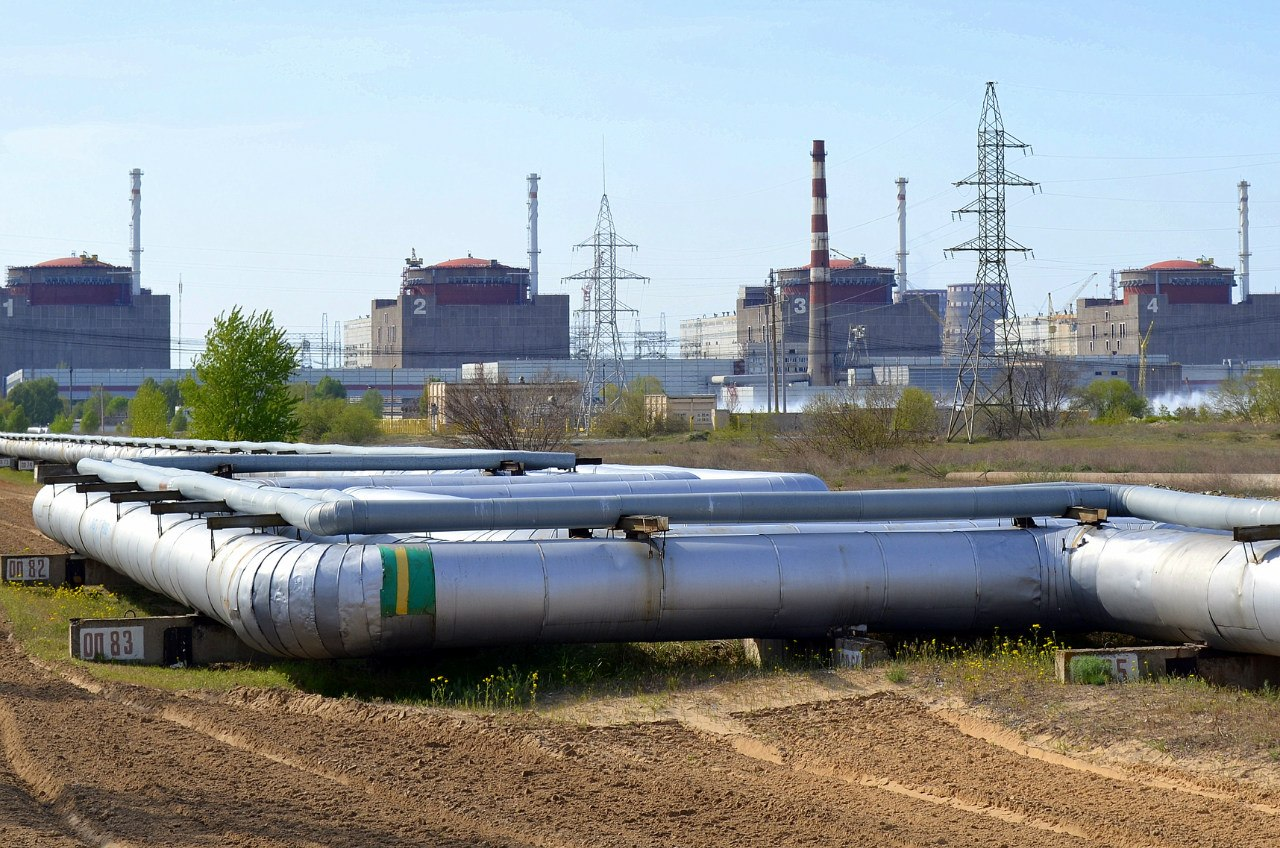